# Трояновський ключ
Трояновський ключ (волость) — група населених пунктів у складі Ломазької губернії. На чолі стояв ключовий економ. В 1657 році король Ян Казимир позбавив необхідності одробляти повинності села Корощинку і Дубровицю. Вони мали сплачувати з кожної волоки по 43 тинфа.
Стан на 1783 рік:

## села
- Бокинка
- Велика Дубровиця
- Корощинка
- Полоски